# Primate Conservation (journal)
Primate Conservation est une revue publiée par le groupe de spécialistes des primates de la Commission de la sauvegarde des espèces de l'Union internationale pour la conservation de la nature sur les primates du monde.
Publié pour la première fois sous forme de bulletin d'information miméographié en 1981, le journal publie aujourd'hui des recherches sur la conservation et des articles sur les espèces de primates, en particulier des études de statut et des études sur la répartition et l'écologie. Outre ces articles réguliers, la revue est importante pour les primatologues pour publier des descriptions de nouvelles espèces de primates.

## Nouvelles espèces de primates décrites
- Plecturocebus caquetensis Defler, et al., 2010
- Plecturocebus aureipalatii (Wallace, Gómez, A. M. Felton, & A. Felton, 2006)
- Cheirogaleus andysabini Lei et al., 2015
- Cheirogaleus shethi Frasier et al., 2016